# Vier gegen die Bank (1976)
Vier gegen die Bank ist eine Kriminalkomödie, die 1976 für die ARD produziert wurde und am 7. Dezember 1976 erstmals gesendet wurde. Regisseur Wolfgang Petersen setzte in diesem Fernsehfilm auf hochkarätige und bekannte Schauspieler.

## Literarische Vorlage
Der Film basiert auf dem Roman Gentlemen in roten Zahlen (Originaltitel: The  Nixon Recession Caper) von Ralph Maloney aus dem Jahr  1972.

## Handlung
Eines Abends kommt Hartmut Wredel, einst außerordentlich erfolgreicher Architekt, aber aufgrund der Rezession schon länger ohne interessante Aufträge, auf die Idee, eine Bank zu überfallen. Hierzu beschafft er sich am nächsten Tag heimlich eine Liste in seinem Golfclub, auf der Mitglieder gekennzeichnet sind, die schon länger ihre Mitgliedsbeiträge nicht bezahlt haben. Unter diesen sucht er sich drei Vereinskollegen aus, die er, ohne den genauen Grund zu nennen, in sein Bootshaus einlädt.
Hartmut Wredel und die drei Vereinskollegen eint ein identisches Schicksal: Alle vier waren einst in ihrem Beruf sehr erfolgreich, ihr Lebensstandard ist noch immer auf einem hohen Niveau und ihre Ehefrauen sind verwöhnt. Jedoch sind sie alle, bedingt durch die allgemeine wirtschaftliche Lage, in finanziellen Problemen. So hat der Schauspieler Peter Pagodi zwar noch vor Kurzem eine größere Tournee gegeben, wurde hierbei jedoch vom Produzenten benachteiligt. Der Modeschöpfer Benedict Hoffmann hat zwar eine neue Kollektion im Kopf, deren Realisierung er jedoch nicht finanzieren kann, und Gustav Blümel, ebenfalls einst sehr gut verdienend, sucht in der Garage bereits nach noch vorhandenen Getränkepfandkisten, da er kein Geld mehr zum Einkaufen hat.
Als das Treffen im Bootshaus stattfindet, schlägt Hartmut Wredel nach einigen Umschweifen einen gemeinsamen Überfall auf eine Bank vor. Objekt und Details dazu hat er bereits zuvor sorgfältig recherchiert. Die drei anderen wenden sich entsetzt ab und wollen bereits gehen, jeder auf seinen Status verweisend, doch Wredel gelingt es, jedem der drei klarzumachen, dass er genau um deren tatsächliche finanzielle Situation weiß. Sie lassen sich nach längerer Diskussion auf Wredels Plan ein. Nach zahlreichen Übungen in dem als Bankfiliale hergerichteten Bootshaus und mithilfe eines beschafften gestohlenen Wagens, Masken und Waffen, die Blümel über alte Bundeswehr-Verbindungen organisiert hat, überfallen sie die auserwählte Bank und flüchten erfolgreich.
Zeitgleich beenden vier andere Gangster ihre Vorbereitungen zum Überfall derselben Bank, hören jedoch, bereits im Gehen, die Radionachricht vom Überfall und sind schockiert. Sowohl die Golfkollegen als auch die vier anderen Gangster liefern sich nun ein Rennen mit einer Sonderkommission der Polizei, bei dem für alle die Frage im Mittelpunkt steht: Welche Bank ist die nächste? Es kommt zu einer Schießerei vor einer von der Polizei als Objekt für den nächsten Raub besonders attraktiv eingeschätzten Bank, bei der drei der anderen Gangster von der Polizei erschossen werden, während die Golfkollegen die Bank gerade – von der Polizei um ein Haar entdeckt – inspizieren. Für die Polizei gibt es keinen Zweifel, dass die drei Erschossenen ebenfalls den ersten Überfall begangen haben, und für sie gilt der Fall als aufgeklärt. Mit der Aufklärung erübrigt sich auch die von den vier Golfspielern gefürchtete Registrierung der im ersten Raub erbeuteten Geldscheine, sodass diese jetzt unter ihnen verteilt und auch ausgegeben werden können. In der letzten Szene eröffnen die vier Golfer ein Konto bei dem Filialleiter, dem sie beim Überfall maskiert gegenüberstanden und mit dem sie inzwischen bereits ein paar Mal Golf gespielt haben.

## Sonstiges
- Die Dreharbeiten zum Film begannen im Juni 1976 in München und am Starnberger See sowie in den Bavaria-Ateliers in München-Geiselgasteig.
- Der Film wurde inzwischen mehrfach in der ARD mit jeweils hohen Einschaltquoten wiederholt.
- Wolfgang Petersen, der später einer der erfolgreichsten Hollywoodregisseure wurde, nannte diesen Film selbst einen „Boulevardfilm“.
- Petersen selbst drehte ab November 2015 mit Jan Josef Liefers, Michael „Bully“ Herbig, Matthias Schweighöfer und Til Schweiger eine Neuverfilmung seines Films. Die Dreharbeiten wurden im Februar 2016 abgeschlossen und der Film kam mit dem Titel Vier gegen die Bank am 25. Dezember 2016 in die deutschen Kinos.[2]
- Am Anfang des Films (17:48 – 17:53) gibt es beiläufig einen Hinweis auf drei Regiearbeiten von Wolfgang Petersen. Zu Beginn der Szene im Golfclub erzählt ein Mann an der Bar seinem Gesprächsteilnehmer: „Das hat nichts mit der Konjunktur zu tun, sondern mit der Jahreszeit. Stellen sie sich ganz einfach mal folgende Situation vor: Nachtfrost, stellenweise Glatteis, Blechschaden. Und schon schließen die Leute eine Vollkasko ab. Aber jetzt zum Sommer, da läuft gar nichts.“ Die drei „Situationen“ sind die Regiearbeiten von Wolfgang Petersen: Blechschaden (ARD Tatort-Folge 8, 1971), Nachtfrost (ARD, Tatort-Folge 36, 1972) und Stellenweise Glatteis (ARD, zwei Teile, 1974/75).

## Kritiken
„Eine hervorragende Krimikomödie, die man sicherlich auch erfolgreich fürs Kino adaptieren hätte können. Das freche Spiel der Hauptdarsteller einerseits und die gekonnte Inszenierung Wolfgang Petersens andererseits lassen diesen TV-Film zu einem wahren Erlebnis werden.“

„Durch die Bank weg ein gelungenes Gaunerstück.“

„Herausragend besetzte, hintersinnige (Fernseh-)Kriminalkomödie, mit der Wolfgang Petersen 1976 seinen Ruf als einer der besten deutschen TV-Regisseure zementierte.“